# Михайлівський храм (Лукаші)
Михайлівський храм — чинна церква у селі Лукаші Броварського району Київської області, пам'ятка української дерев'яної архітектури XIX століття. Парафія Святого архистратига Михаїла належить до Баришівського благочиння Православної церкви України.

## Історія
До цього у селі існувала давніша церква, але у 1894 році громада села почала будувати нову церкву. Її зводили два роки, а 19 грудня 1896 року за старим стилем її було урочисто освячено. 
Церква діяла до 1931 року, коли її було закрито та перетворено на зерносховище. У 1942 році під час німецької окупації в церкві були відновлені богослужіння і відтоді храм не закривався.
21 січня 2019 року парафіяльна громада вирішила долучитись до Православної церкви України.

## Світлини

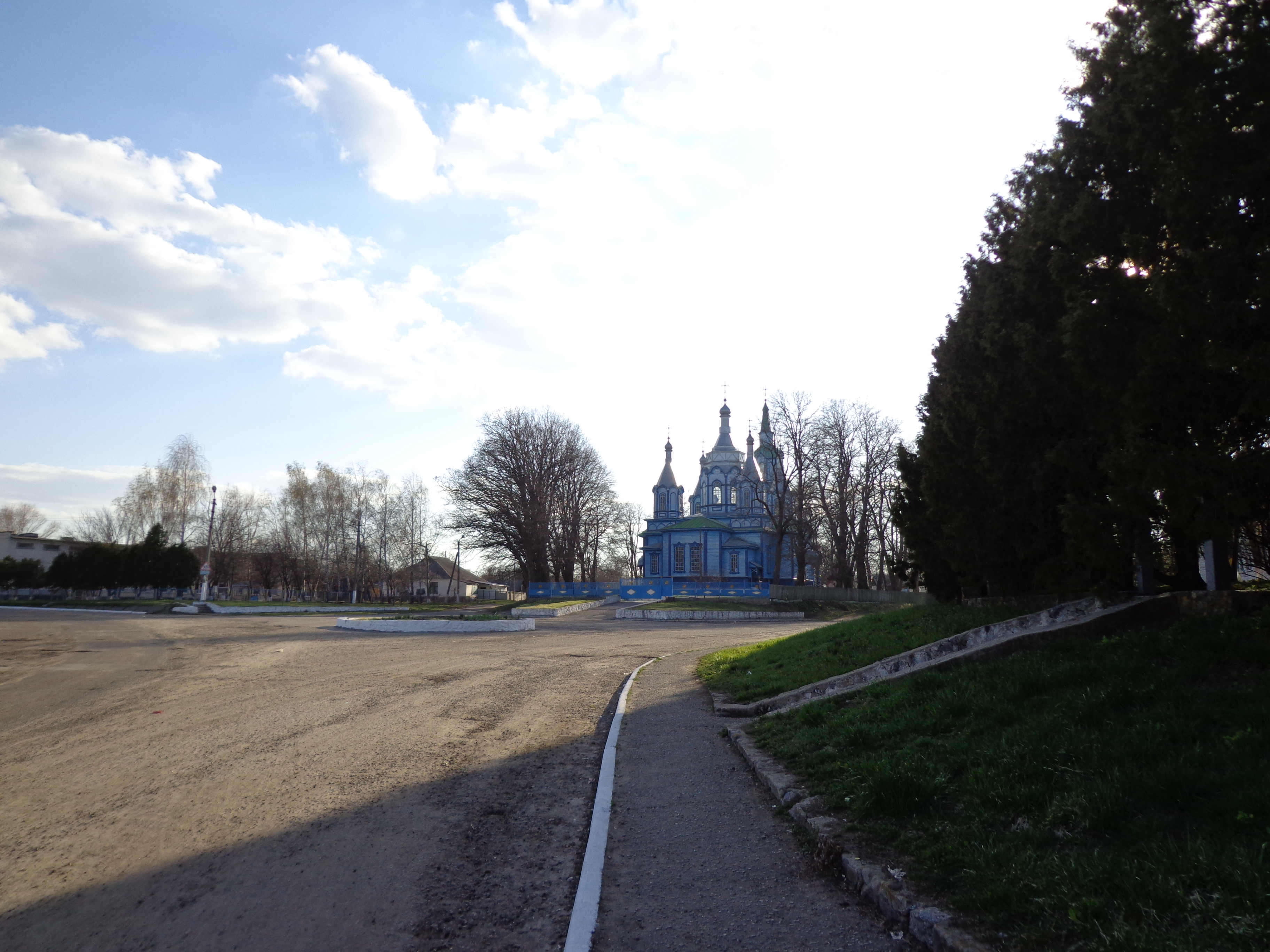
Церква, травень 2013
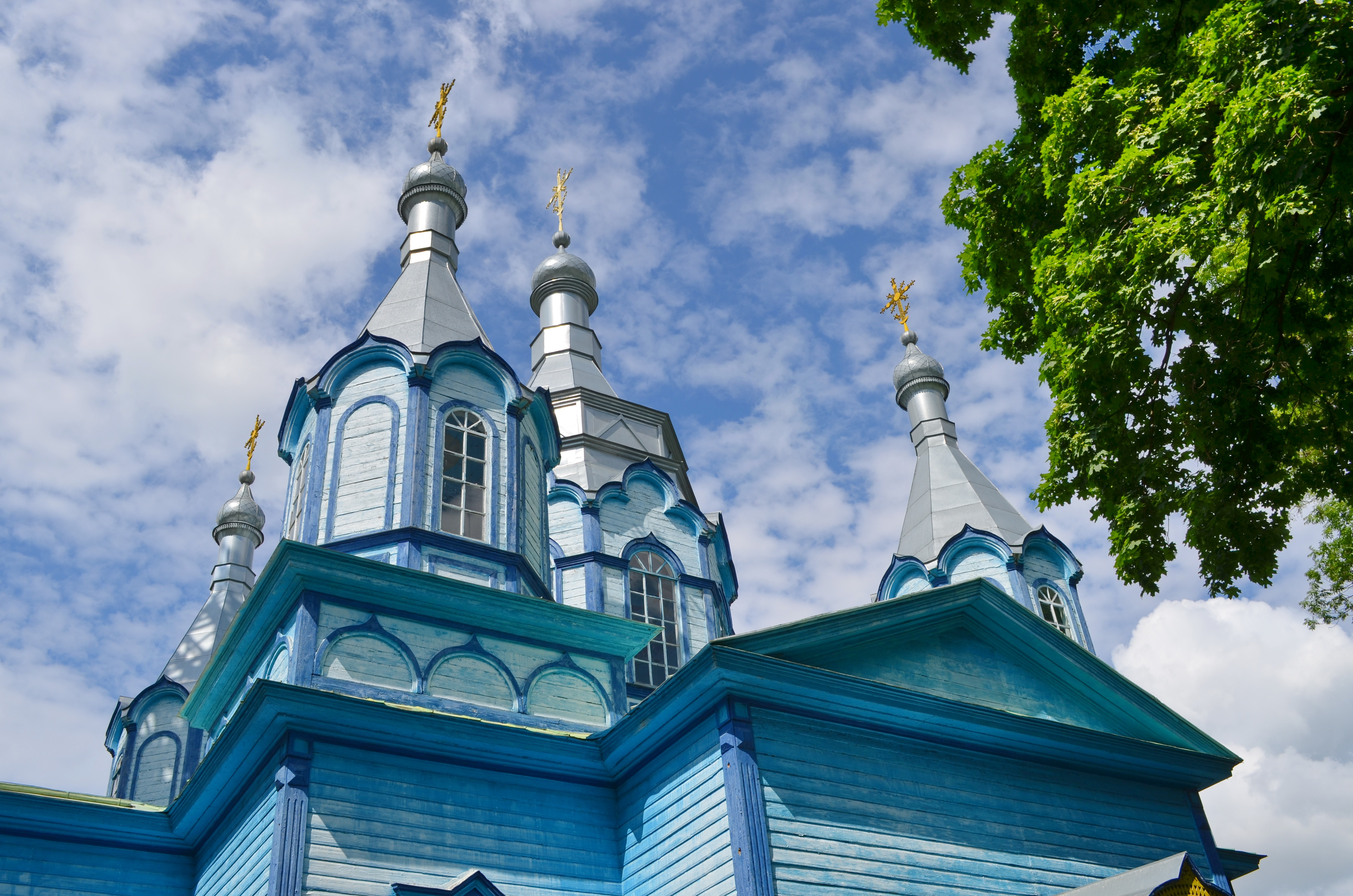
Бані храму, травень 2013
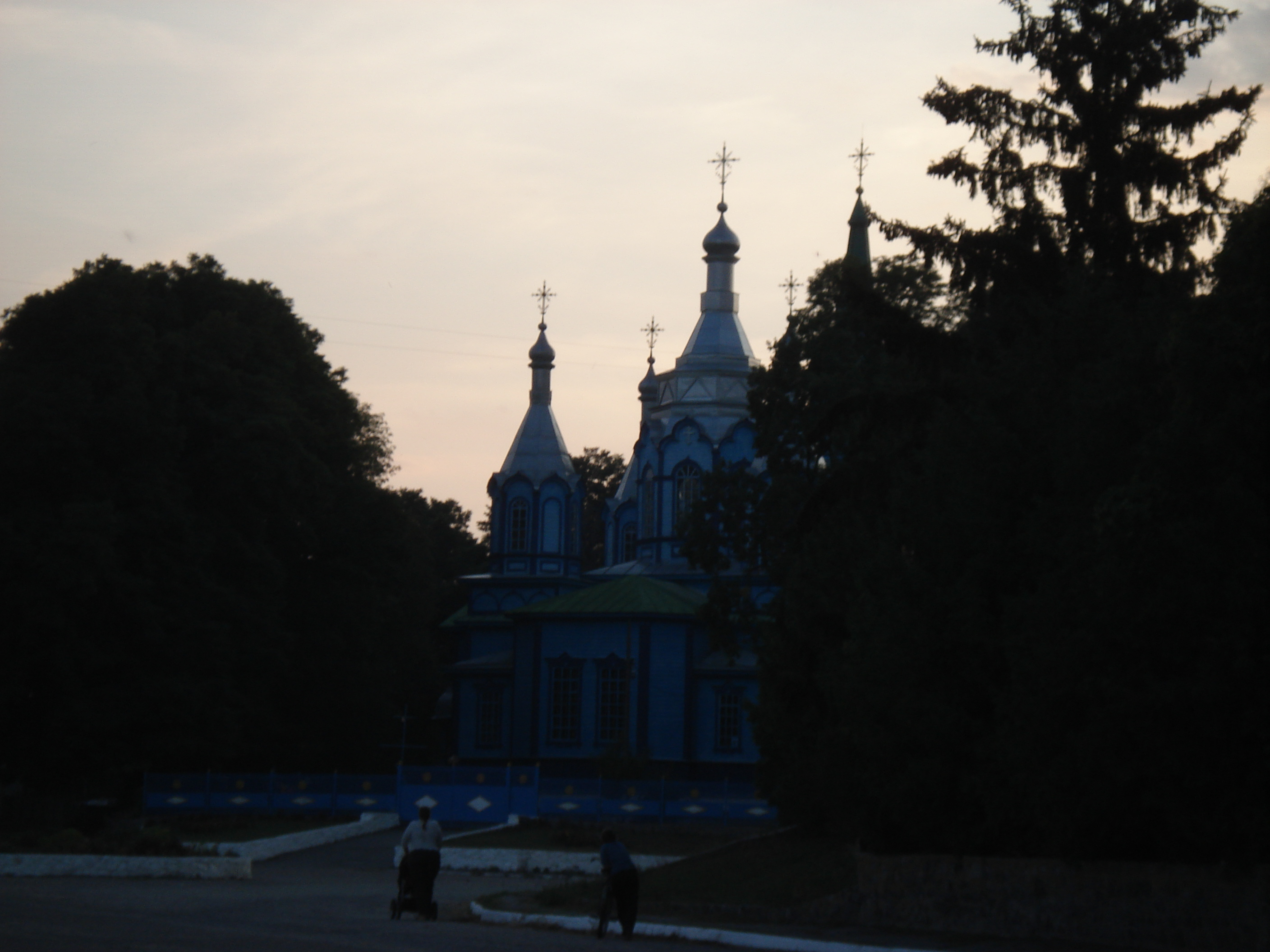
Увечері, вересень 2009
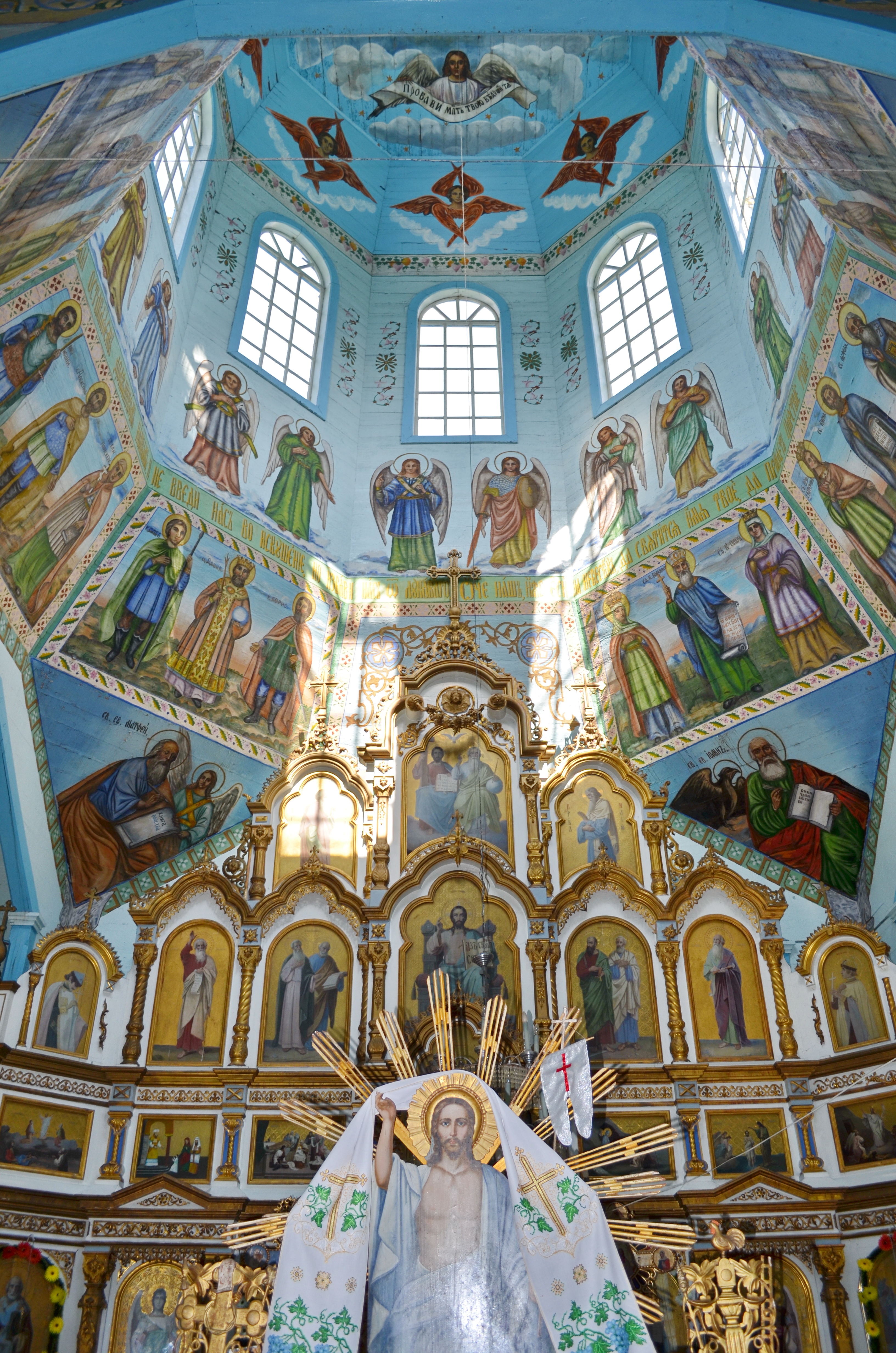
Інтер'єр церкви, травень 2013
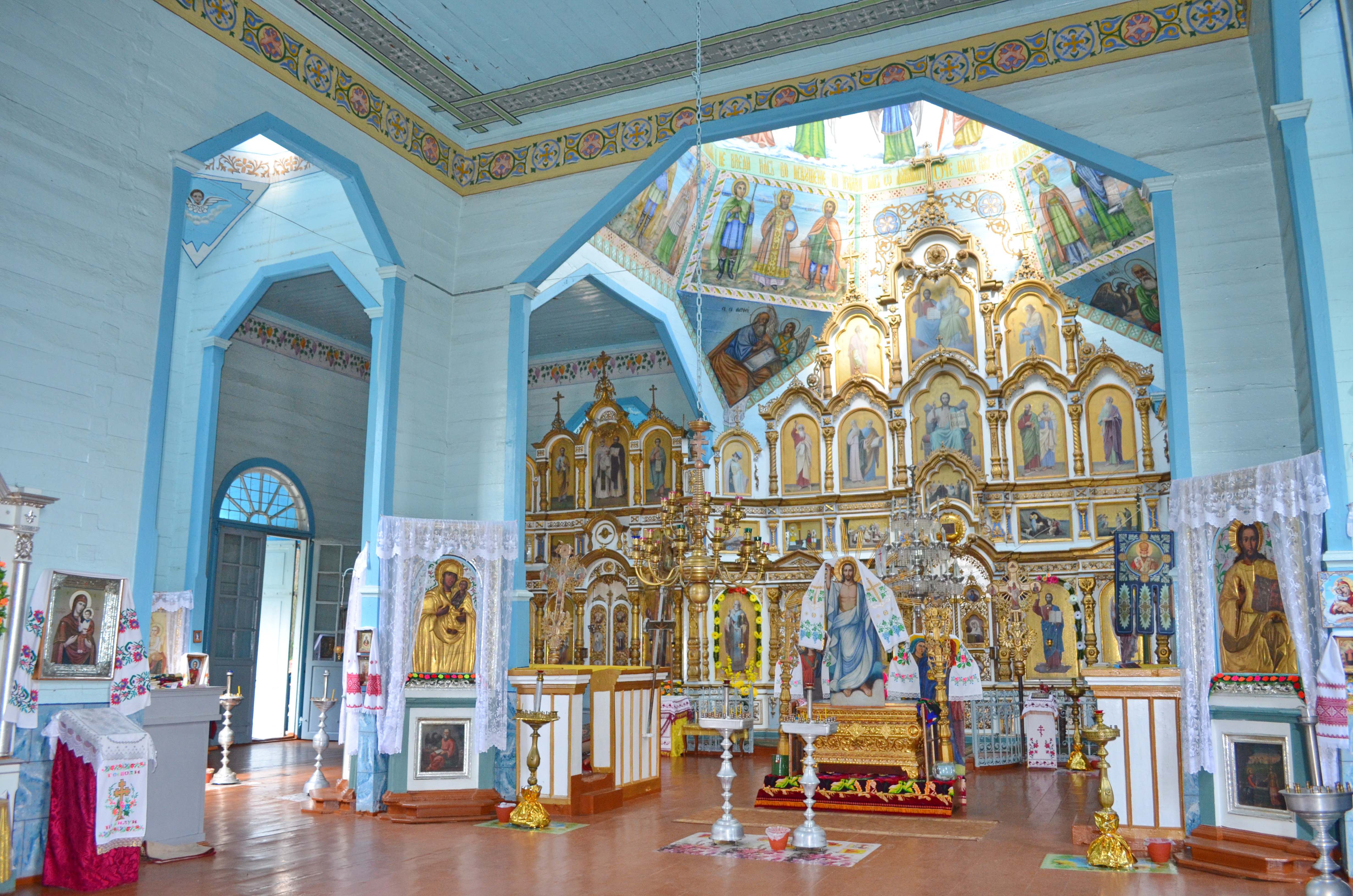
Інтер'єр церкви, травень 2013